# Heide Park
Heide Park es un parque temático localizado en Soltau, en el estado federado de la Baja Sajonia, en Alemania.
Ocupa una superficie de 85 hectáreas, siendo, por lo tanto, uno de los parques de atracciones más grandes de Alemania, y el más grande del norte de Alemania. Pertenece al grupo Merlin Entertainments. 
El parque fue inaugurado el 19 de agosto de 1978. El área sobre la que está construido el parque fue cedida por Hans-Jürgen Tiemann el año de su apertura, con la condición de que se mantuviera la Capilla Heidenhof, del año 1349, así como los animales que vivían en el entorno.
Actualmente cuenta con 40 atracciones, destinadas principalmente a familias, aunque existen varias montañas rusas muy populares. Una de las principales atracciones es Colossos, la montaña rusa de madera más alta del mundo, con 60 metros.
La última atracción inaugurada es la montaña rusa propulsada Desert Race, la primera de este tipo en Alemania, que alcanza los 100 km/h en 2,4 segundos, alcanzando una fuerza de 5 g. a lo largo del recorrido Abrió en 2014.